# Paolo Ruffini (matematikus)
Paolo Ruffini (Valentano, 1765. szeptember 22. – Modena, 1822. május 10.) itáliai matematikus és orvos.

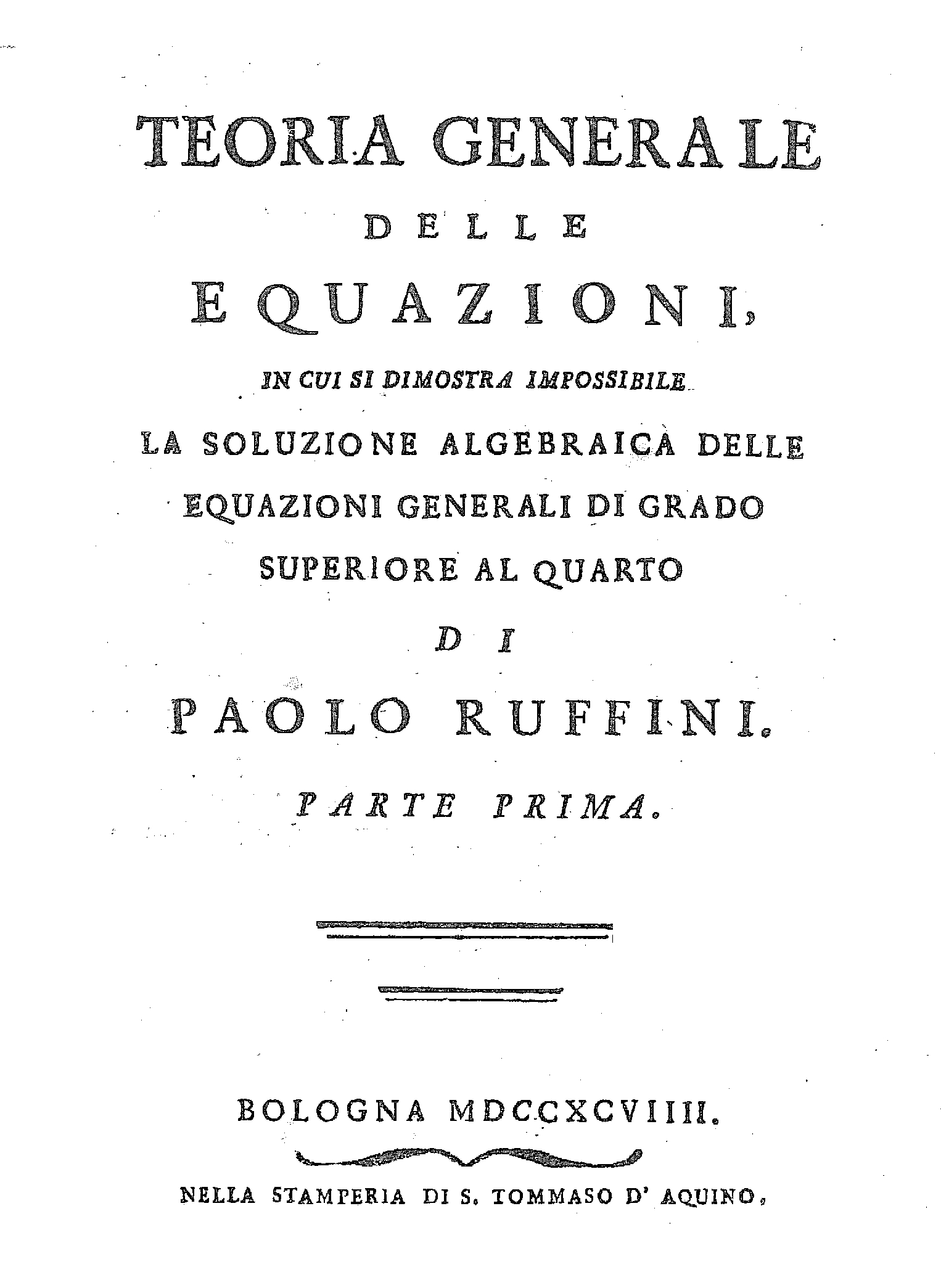
Teoria generale delle equazioni, 1799